# カンピオナート・ミネイロ
カンピオナート・ミネイロ (Campeonato Mineiro) は、ブラジル・ミナスジェライス州のサッカーリーグである。ミナスジェライス州サッカー連盟 (Federação Mineira de Futebol, FMF) が主催する。日本ではミナスジェライス州選手権の名称で紹介されることが多い。
ベロオリゾンテを本拠地とするアトレチコ・ミネイロとクルゼイロECの2大クラブがタイトルをほぼ独占している。
開催当初はアマチュアリーグで、1933年からプロ化された。
1部から3部リーグまでがあり、1部リーグに相当するモドゥーロI (Módulo I) には12クラブが参加している（2016年時点）。

## 大会方式
2017年シーズン
- ファーストステージ - 12チームによる1回総当たりのリーグ戦を行う。上位4チームがセカンドステージへ進み、下位2クラブはモドゥーロII（2部）へ降格する。
- セカンドステージ - ファーストステージを勝ち上がった4チームによるトーナメント方式。準決勝・決勝共にホーム・アンド・アウェーの2試合で勝敗を決する。

※ブラジルのほかの州選手権と同様に、大会方式は毎年変わり得る。

## 参加クラブ
2017年シーズン モドゥーロI (1部)
- アメリカ
- アメリカ-TO（ポルトガル語版）
- アトレチコ
- カウデンセ
- クルゼイロ
- グアラニ
- トンベンセ
- トリコルジアーノ
- トゥピ
- ウベルランジア
- URT
- ヴィラ・ノヴァ

## 歴代優勝クラブ
- 1915 アトレチコ
- 1916 アメリカ
- 1917 アメリカ
- 1918 アメリカ
- 1919 アメリカ
- 1920 アメリカ
- 1921 アメリカ
- 1922 アメリカ
- 1923 アメリカ
- 1924 アメリカ
- 1925 アメリカ
- 1926 アトレチコ / パレストラ・イタリア
- 1927 アトレチコ
- 1928 パレストラ・イタリア
- 1929 パレストラ・イタリア
- 1930 パレストラ・イタリア
- 1931 アトレチコ
- 1932 アトレチコ / ヴィラ・ノヴァ
- 1933 ヴィラ・ノヴァ
- 1934 ヴィラ・ノヴァ
- 1935 ヴィラ・ノヴァ
- 1936 アトレチコ
- 1937 シデルルジカ
- 1938 アトレチコ
- 1939 アトレチコ
- 1940 パレストラ・イタリア
- 1941 アトレチコ
- 1942 アトレチコ
- 1943 クルゼイロ
- 1944 クルゼイロ

- 1945 クルゼイロ
- 1946 アトレチコ
- 1947 アトレチコ
- 1948 アメリカ
- 1949 アトレチコ
- 1950 アトレチコ
- 1951 ヴィラ・ノヴァ
- 1952 アトレチコ
- 1953 アトレチコ
- 1954 アトレチコ
- 1955 アトレチコ
- 1956 アトレチコ / クルゼイロ
- 1957 アメリカ
- 1958 アトレチコ
- 1959 クルゼイロ
- 1960 クルゼイロ
- 1961 クルゼイロ
- 1962 アトレチコ
- 1963 アトレチコ
- 1964 シデルルジカ
- 1965 クルゼイロ
- 1966 クルゼイロ
- 1967 クルゼイロ
- 1968 クルゼイロ
- 1969 クルゼイロ
- 1970 アトレチコ
- 1971 アメリカ
- 1972 クルゼイロ
- 1973 クルゼイロ
- 1974 クルゼイロ

- 1975 クルゼイロ
- 1976 アトレチコ
- 1977 クルゼイロ
- 1978 アトレチコ
- 1979 アトレチコ
- 1980 アトレチコ
- 1981 アトレチコ
- 1982 アトレチコ
- 1983 アトレチコ
- 1984 クルゼイロ
- 1985 アトレチコ
- 1986 アトレチコ
- 1987 クルゼイロ
- 1988 アトレチコ
- 1989 アトレチコ
- 1990 クルゼイロ
- 1991 アトレチコ
- 1992 クルゼイロ
- 1993 アメリカ
- 1994 クルゼイロ
- 1995 アトレチコ
- 1996 クルゼイロ
- 1997 クルゼイロ
- 1998 クルゼイロ
- 1999 アトレチコ
- 2000 アトレチコ
- 2001 アメリカ
- 2002 カウデンセ
- 2003 クルゼイロ
- 2004 クルゼイロ

- 2005 イパチンガ
- 2006 クルゼイロ
- 2007 アトレチコ
- 2008 クルゼイロ
- 2009 クルゼイロ
- 2010 アトレチコ
- 2011 クルゼイロ
- 2012 アトレチコ
- 2013 アトレチコ
- 2014 クルゼイロ
- 2015 アトレチコ
- 2016 アメリカ
- 2017 アトレチコ
- 2018 クルゼイロ
- 2019 クルゼイロ
- 2020 アトレチコ
- 2021 アトレチコ

## クラブ別優勝回数
| クラブ         | 優勝 | 優勝年 |
| -------------- | ---- | --- |
| アトレチコ     | 46   | 1915, 1926, 1927, 1931, 1932, 1936, 1938, 1939, 1941, 1942, 1946, 1947, 1949, 1950, 1952, 1953, 1954, 1955, 1956, 1958, 1962, 1963, 1970, 1976, 1978, 1979, 1980, 1981, 1982, 1983, 1985, 1986, 1988, 1989, 1991, 1995, 1999, 2000, 2007, 2010, 2012, 2013, 2015, 2017, 2020, 2021 |
| クルゼイロ[1]  | 39   | 1926, 1928, 1929, 1930, 1940, 1943, 1944, 1945, 1956, 1959, 1960, 1961, 1965, 1966, 1967, 1968, 1969, 1972, 1973, 1974, 1975, 1977, 1984, 1987, 1990, 1992, 1994, 1996, 1997, 1998, 2003, 2004, 2006, 2008, 2009, 2011, 2014, 2018, 2019                                           |
| アメリカ       | 16   | 1916, 1917, 1918, 1919, 1920, 1921, 1922, 1923, 1924, 1925, 1948, 1957, 1971, 1993, 2001, 2016 |
| ヴィラ・ノヴァ | 5    | 1932, 1933, 1934, 1935, 1951 |
| シデルルジカ   | 2    | 1937, 1964 |
| カウデンセ     | 1    | 2002 |
| イパチンガ     | 1    | 2005 |

[1]パレストラ・イタリア時代も含む